# El Occidental
El Occidental es un periódico mexicano fundado el 5 de agosto de 1942 en la ciudad de Guadalajara.

## Historia
El Occidental nació a iniciativa de Rubén Villa Michel, quien fue su primer gerente. El objetivo del nuevo diario fue la creación de un competidor a El Informador, recibiendo el apoyo financiero de algunos empresarios, como
Jorge Dipp, el arzobispo José Garibi y Rivera y Carlos Dávalos. A las pocas semanas de establecido El Occidental, Villa Michel invitó al periodista José Pagés Llergo, con intenciones de reforzar el diario. Pagés se trasladó a Guadalajara y ocupó la dirección del periódico por unos pocos meses ya que entró en conflicto con la ideología empresarial-cristiana de los propietarios.
Su primer domicilio fue Madero 111, esquina con Degollado. Actualmente se ubica en Calzada Independencia Sur 324, en Guadalajara.
En octubre de 1948, el coronel José García Valseca adquirió el diario El Occidental, para añadirlo como un eslabón más de su Cadena de Periódicos García Valseca (CPGV), que ya contaba con algunos Soles: El Sol de Puebla, El Sol de Toluca, etcétera.
El Sol de México es un periódico actualmente editado por la Organización Editorial Mexicana (OEM). En la actualidad, El Occidental pertenece a la línea de El Sol de México. En el país, hay más de 73 Soles.
El Occidental de Guadalajara ha ido adaptándose a las nuevas plataformas y modelos de hacer periodismo: su plantilla consiste de 10 a 15 personas, en los que se encuentran; gerente, editores, reporteros y fotógrafos.
Los editores de cada sección son quienes se encargan de hacer la agenda; en caso de que haya un evento que se requiera a más colaboradores, los reporteros de otros Soles de la república viajan hasta el evento para apoyar a cubrirlo.

### Transformación
El lunes 7 de marzo de 2022, el periódico anunció que dejará de ser un diario, para convertirse en semanario, con renovada presencia en la internet.

## Secciones
- A: Primera/Local Información de Guadalajara, Zona Metropolitana y el Estado de Jalisco.
- B: Nacional Información de México y el Mundo.
- C: Deportes Información de todos los Deportes.
- D: Gossip Información de Espectáculos y Cultura.